# Joc simbòlic
El joc simbòlic és el joc en el qual l'infant imita accions de la vida quotidiana del món dels adults. Comprèn el període dels dos als sis anys. Apareix quan l'infant ha adquirit la capacitat de representació, mitjançant la qual representa accions i regles bàsiques imaginàries que es refereixen als acords sobre a què es juga. El fet d'explorar i reproduir el món adult fa que es desenvolupi el pensament creatiu i els ajuda a resoldre conflictes, tensions, sentiments. No hem d'oblidar que el joc simbòlic és un aprenentatge que ajuda a l'infant a conèixer-se a si mateix i a l'entorn social que l'envolta.
Mitjançant el joc simbòlic el nen canalitza un seguit de tensions i desitjos afectius, li serveix per liquidar conflictes, per compensar necessitats no satisfetes, per invertir papers (obediència-autoritat). Un exemple molt clar el tenim quan el nen renya a la nina perquè no es vol menjar la sopa o, al contrari, li permet no menjar-la.
Tot aquest procés de simbolització es fonamenta bàsicament als avenços que va fent el seu llenguatge, el qual li possibilita arribar a acords amb els nens que comparteix el joc. Aquesta col·laboració implica un objectiu comú i l'acceptació de normes de joc, d'uns rols. L'observació ens mostra que els nens de tres anys no juguen de la mateixa manera que els de cinc.
Així doncs, el joc simbòlic representa l'apogeu del joc infantil i és, sobretot fins als sis anys, el joc per excel·lència. Atès que l'escola bressol i parvulari és el marc on es desenvolupa tot aquest procés, caldrà potenciar al màxim aquest tipus de joc.
Conforme el nen i la nena es van fent grans, es pot observar com aquest tipus de joc es va fent cada vegada més complex i el joc passa de ser individual a realitzar-se en grup.

## Els racons i el joc simbòlic
Organitzar la classe per racons és una estratègia pedagògica que respon a les necessitats d'integrar les activitats d'aprenentatge a les necessitats bàsiques del nen. Treballar per racons vol dir organitzar la classe en petits grups que simultàniament fan activitats diferents. Moltes vegades l'infant necessita imitar el que fa l'adult per a posar-se en el seu lloc, això els fa créixer i descobrir nous horitzons.
Les possibilitats i recursos perquè el nen pugui construir les seves narracions simbòliques són múltiples. A les escoles i a les llars d'infants hi ha diferents racons específics per cada un d'ells. Normalment els estructuren de la següent manera:
- El racó de la cuineta amb utensilis típics de la cuina i aliments de joguina.
- El racó dels contes de diferents textures, mides i colors...
- El racó de les disfresses amb robes, vestits, barrets, guants...
- El racó de les nines amb carrets, llits, roba...
- El racó dels cotxes amb garatges, vehicles diversos, vies de tren...
- El racó de la perruqueria amb les pintes, raspalls, miralls, cremes, colònies...
- El racó de la música amb les partitures, instruments, llibres musicals...

## Organització del material
Necessita alguns materials en concret. S'apropia d'ells abans de començar a jugar. Vol apropiar-se de les joguines que tenen els altres i un cop les té no va més enllà. Escampa les joguines. Les acumula. Les pot deixar. Utilitza l'objecte per comunicar-se amb els altres. Comparteix els materials que fa servir. Utilitza els objectes segons la seva funció. El racó es muntarà a començament de curs amb el material bàsic. Aquest no ha de ser excessiu-molta quantitat-, però si diversificat, i alhora incomplet, per poder-n'hi anar afegint a mesura que evoluciona el joc de l'infant. És interessant que una part del material sigui d'ús real, no cal limitar-nos al material didàctic comercialitzat. Així mateix tindrem en compte afegir-hi material de rebuig: envasos, pots...
Sovint no tot es basa en el material que puguis oferir-li a l'infant, ja que els agrada fer volar la imaginació i amb qualsevol objecte poden crear-se el seu propi món i ambient.

## Nombre de nens
Hem de procurar que hi hagi en el racó un nombre adequat d'infants. Per tant, cal diversificar l'oferta amb altres racons que estimulin la seva curiositat i capacitat de joc.

## Organització de l'espai
S'ubica sempre en el mateix lloc. Necessita crear-se el seu propi espai de joc. S'adequa als espais que ja estan estructurats. El racó es pot organitzar a partir de racons físics naturals o bé limitant els espais amb el mobiliari. Hauria d'estar estructurat i delimitat amb senzilles nocions d'ordre.
Un espai adequat permetrà al nen/a jugar lliurement sense interferir en l'activitat dels altres companys i companyes. La manca d'espai es supleix normalment amb molta imaginació per part del mestre/a.

## Consideracions generals a tenir en compte
- Cada racó ha de tenir el material necessari: ni massa objectes, que atordeixen i despisten als nens, ni massa pocs, que limiten l'activitat i són motiu de baralles.
- El material ha d'estar accessible als nens, però això no vol dir que posem totes les coses i sempre a la seva disposició.
- Per tal d'afavorir l'ús del material i l'autonomia del nen, cal que es presenti d'una manera ordenada i fàcilment identificable: caixes, costells, amb els símbols, fotografies i dibuixos corresponents.
- És imprescindible dur a terme una bona tasca de conservació del material deteriorat; és trist veure-hi nines sense braços, contes sense fulls, cotxets sense rodes, trencaclosques incomplets...
- Es valorarà que el material sigui estèticament vistós i agradable i que tingui unes mínimes condicions de seguretat.

## Valors que fomenta
- Ajuda al nen, a entendre, interpretar, integrar, transformar i expressar la realitat que l'envolta.
- Desenvolupar la imaginació i la creativitat.
- Aprendre a expressar sentiments.
- Aprendre a decidir i a buscar alternatives diferents per superar els obstacles.
- Desenvolupar la intel·ligència emocional i la racional.
- Assumir tradicions i valors d'identitat cultural.
- Aprendre a situar-se i exercir diferents rols.

## Manera de conclusió
És important tenir en compte que l'observació ha de partir sempre d'una actitud d'escolta i de comprensió de l'infant, sense oblidar que la mirada de l'observador es fixa especialment en alguns aspectes de la realitat perquè està mediatitzada per les seves pròpies experiències, expectatives, i per les ressonàncies que li arriben dels propis infants. Així com no hi ha dos infants que juguin de la mateixa manera tampoc hi ha dos observadors que recullin idèntica informació dels paràmetres als que hem fet esment.
En la mesura en què es posen en joc mirades diverses es fa necessari que l'observació es converteixi en una eina de reflexió dels equips educatius. D'aquesta manera es podrà construir un procés avaluatiu en el que tant hi tindrà cabuda el contingut de les descripcions d'aquests cinc paràmetres com les peculiaritats dels adults implicats. El sentit d'aquest procés té a veure amb l'ajust a la vivència de la globalitat de l'infant.